# モスキート (テレビ制作会社)
株式会社モスキート（英: MOSQUITO Co.,Inc）は、テレビ番組の制作を中心とする制作プロダクションである。1993年4月に設立された。日本テレビ放送網株式会社が株主であり、主に日本テレビのバラエティ番組を制作協力している。

## 所属スタッフ
プロデューサー
- 吉田一浩（代表取締役社長）
- 影山幸子（取締役）
- 斎藤みさ子
- 村越多恵子
- 海老名和香
- 稲葉芳士
- 高橋孝平

演出
- 舟澤謙二（取締役）
- 根岸秀明
- 中道康夫
- 春山正宏
- 仲西正樹
- 尾之上祐太

アシスタントプロデューサー
- 平山美由紀
- 田中もも
- 阿比留ほのほ

ディレクター
- 栗栖政文
- 佐藤ゆうし
- 小野日出紀
- 宇津浩二
- 稲元雅俊
- 木下誠
- 石原孝昌
- 牧野郁人
- 芝崎正尭
- 増田巧

## 主な制作実績

### テレビ番組
※印は制作・スタッフ派遣協力だがエンドロールしてクレジット表示なし。特に記述がない場合は日本テレビ